# Холынглемынг
Холынглемынг (Ай-Нанкъюган) (устар. Ай-Нанг-Юган) — река в Ханты-Мансийском АО России. Устье реки находится в 106 км по правому берегу реки Менкалемынг. Длина реки составляет 21 км.

## Данные водного реестра
По данным государственного водного реестра России относится к Верхнеобскому бассейновому округу, водохозяйственный участок реки — Обь от города Нефтеюганск до впадения реки Иртыш, речной подбассейн реки — Обь ниже Ваха до впадения Иртыша. Речной бассейн реки — (Верхняя) Обь до впадения Иртыша.